# 我是耶和华你的神
「我是耶和华你的神」或譯「我是上主你的天主」、「我是雅威你的神」（新耶路撒冷圣经、世界英文圣经，羅馬化：’Ānōḵî YHWH ’ĕlōheḵā，羅馬化：egṓ eimi ho Kúrios ho Theós sou）是十诫的开篇语，被古代法律史学家及犹太和基督教圣经学者广泛理解为道德上的命令。
《出埃及记》或譯《出谷紀》的第20章开篇写道：
神吩咐这一切话说：我是耶和华你的神，曾将你从埃及地为奴之家领出来。
 — 出埃及记20:1-2（和合本）
天主訓示以下這一切話說：「我是上主你的天主，是我領你出了埃及地、奴隸之所。 
 — 出谷紀20:1-2（思高本）
在英文圣经译本中，小型大写字母书写的“the Lord”对应希伯来文本中的יהוה‬（音译“YHWH”），这是以色列之神的专有名，常被重构为“雅威”。而“神”对应希伯来语中的 אֱלֹהִים（音译“以罗欣”），这是圣经希伯来语中常见的“神、神灵”的词汇。
十诫的开篇通过神的名字及其从埃及拯救以色列的历史行动来确立其身份。这种语言和模式反映了古代王室条约的形式，即伟大的君王通过宣告自己的身份以及过去对属下君王或臣民的恩惠行动来开篇。
通过专有名「雅威」及其历史中的大能行动确立其身份，雅威与埃及的神祇（这些神祇在埃及长子之死中被审判，《出埃及记》第12章）、迦南的神祇、外邦诸神，以及作为偶像、天体或自然之物被敬拜的神祇，以及其他专有名的神祇截然不同。因此，雅威要求以色列人给予独一的忠诚。「我是耶和华你的神」这一表达在圣经中还多次出现。

## 希伯来圣经
通过宣告“我是耶和华你的神，曾将你从埃及地为奴之家领出来”，这句经文以名字介绍神，以确立后续规定的权威性。隐含的命令是相信神的存在，并且祂的专有名是“雅威”。通过提及出埃及，这句经文还暗示了神作为历史中的救赎者和介入者的原型。这节经文也作为后续命令的动机句。
文本遵循古代王室条约的模式，其中发言的君王首先通过名字和显著的功绩来确认自己的身份。因此，雅威确立了祂与以色列人之间的关系，以色列人被期望完全顺服、忠诚并服从祂。 圣约逻辑确立了一种排他性的关系，其中臣民只能有一个主权者，这在“不可有别的神在我面前”这一命令中明确表达。

## 新约
耶稣在面对撒旦的试探时引用了《申命记》中的话，拒绝以敬拜撒旦换取世界的所有国度。
耶稣对他说：“撒旦退去吧！因为经上记着说：‘当拜主你的神，单要事奉祂。’”
 — 《马太福音》4:10（和合本）
那時，耶穌就對他說：「去罷！撒殫！因為經上記載：『你要朝拜上主，你的天主，惟獨事奉他。』」
 — 《瑪竇福音》4:10（思高本）
耶稣在教导中重复了以色列的信仰告白，认为这是最重要的命令：
耶稣回答说：“你要尽心、尽性、尽意爱主你的神。”這是誡命中的第一，且是最大的。
 — 《马太福音》22:37-38（和合本）
耶穌對他說：「『你應全心，全靈，全意，愛上主你的天主。』這是最大也是第一條誡命。
 — 《瑪竇福音》22:37-38（思高本）
新约中谴责那些吃祭偶像之物的人。 正如希伯来圣经中将向别神献祭视为向鬼魔献祭一样， 新约也将偶像崇拜与敬拜鬼魔联系起来，并描述神对其他神灵充满嫉妒。
我乃是說，外邦人所献的祭是献给鬼魔，不是献给神。我不愿意你们与鬼魔有份。你们不能喝主的杯，又喝鬼魔的杯；不能吃主的筵席，又吃鬼魔的筵席。我们是激主的愤恨吗？我们比祂还有能力吗？
 — 《哥林多前书》10:20-22（和合本）
我說的是：外教人所祭祀的，是祭祀邪魔，而不是祭祀真神。我不願意你們與邪魔有分子。你們不能喝主的杯，又喝邪魔的杯；你們不能共享主的筵席，又共享邪魔的筵席。難道我們要惹主發怒嗎？莫非我們比他還強嗎？
 — 《格林多前书》10:20-22（思高本）
新约强调，神对敬拜其他神灵的人带来后果。 神命令“各处的人都要悔改”。 偶像被描述为“无用之物”，人们被劝勉离弃偶像，归向永生的神。 摩西的教导和以色列偏离后的经历被用来支持禁止信徒行偶像崇拜和性不道德的坚持。

## 天主教教义
《天主教教理》教导说：“第一诫召唤人相信天主，对祂怀有希望，并以祂为最爱。” 它引用了《申命紀》中“你當全心、全靈、全力，愛上主你的天主。”的要求，以及耶稣在面对撒旦试探时的回答。
“你要朝拜上主，你的天主，惟獨事奉他。”（《瑪竇福音》4:10）。崇拜天主、向祂祷告、献上属于祂的敬拜、履行对祂的承诺和誓言，都是属于宗教美德的行为，这些行为属于对第一诫的服从。
 — 《天主教教理》 
在第一诫的解释中，《天主教教理》引用了殉道者贾斯丁的对话，以支持基督徒和犹太人信靠同一位神的教导：
除祂以外，没有别的神……从永恒以来也没有其他存在的神……但祂造并安排了整个宇宙。我们[基督徒]并不认为有一位神属于我们，另一位属于你们[犹太人]，而是只有祂一位，就是那位以大能的手和高举的膀臂带领你们祖先出埃及的神。我们没有信靠别的神（因为没有别的神），唯独信靠你们也信靠的神，就是亚伯拉罕的神，以撒的神，雅各的神。
 — 贾斯丁·殉道者
《教理》描述了“我是上主”这句话作为十诫开篇的表达，体现了天主的存在和权威。
第一诫包含信仰、希望和爱。当我们称呼“天主”时，我们承认祂是不变的、始终如一的、信实的和公义的，没有任何邪恶。由此可见，我们必须完全信靠祂，承认祂的权威。祂全能、慈悲且无穷地良善。谁能不将所有的希望寄托于祂？当我们思考祂向我们倾注的恩惠和爱时，谁又能不爱祂？因此，天主在圣经中于诫命的开头和结尾所用的公式：“我是上主”。
 — 《天主教教理》 
关于第一诫的更详细阐释，可参见《特伦特会议教理问答》的第三部分。

## 新教观点
约翰·加尔文将“我是耶和华你的神”视为十诫的序言，并认为“不可有别的神在我面前”是第一条诫命。然而，他也接受将“我是耶和华你的神”视为第一条诫命的观点，只要同时承认它也是整部十诫的序言。 在他对第一条诫命的注释中，加尔文将迷信比作妻子当着丈夫的面通奸。
……我们必须警惕迷信，它使我们的心偏离真神，被多神教的信仰左右。因此，如果我们满足于一位神，就要记住之前所提到的，所有虚构的神都要远离，我们应将神为自己所要求的敬拜保持完整。不能保留任何属于祂荣耀的部分：所有属于祂的都必须完全归于祂。“在我面前”这句话加重了这种冒犯的性质，因为当我们用自己的虚构取代祂时，祂便嫉妒，就像一个不忠的妻子在丈夫面前公开通奸时更加刺痛丈夫的心。
 — 约翰·加尔文，《基督教要义》
马丁·路德认为第一条诫命不仅禁止字面上的敬拜其他神，还包括禁止内心偶像崇拜，例如金钱、善行、迷信等。
例如，那些信靠权力和统治力的异教徒将朱庇特作为最高神；那些追求财富、幸福或享乐以及安逸生活的人则崇拜赫拉克勒斯、墨丘利、维纳斯等；怀孕的妇女则崇拜狄安娜或露西娜，等等。因此，每个人都将自己心之所向的事物作为自己的神。即便在异教徒的心中，“有一个神”意味着信靠和相信某物。但他们的错误在于，他们的信仰是虚假且错误的，因为它并未归于唯一的神，天上或地上真正的神。因此，异教徒实际上将他们自创的神或梦想的神当作偶像，并信靠完全虚无之物。偶像崇拜的本质不仅仅是建立一个形象并敬拜它，而在于内心向其他事物张望，从受造物、圣徒或鬼魔中寻求帮助和安慰，而不在乎神，也不相信所有的美好都来自神。
 — 马丁·路德，《大问答》，第一条诫命
和加尔文类似，马修·亨利也将“我是耶和华你的神”视为序言。他从圣约的角度解释了这一序言及第一条诫命：神将以色列从埃及带出来，双方立下了盟约，因此以色列有义务遵守神的命令。
律法制定者的序言：“我是耶和华你的神”（第2节）。在这句话中，1. 神宣称祂有权制定这一整套律法：“我是耶和华，吩咐你遵守以下的一切。” 2. 祂将自己作为前四条诫命中规定的唯一崇拜对象。他们的顺服被三重原因约束，应该不会轻易打破。（1）因为神是耶和华——祂是自有永有、独立永恒、万物与能力之源；因此祂拥有无可争辩的权利命令我们。祂是造物主，因此有权颁布律法，并在我们顺服时支持我们，赏赐顺服并惩罚不顺服。（2）祂是他们的神，与他们立约，且他们自愿接受祂为神。如果他们不守祂的诫命，谁还会守呢？祂因祂的应许将自己束缚于他们，因此有理由通过诫命束缚他们。（3）祂曾将他们从埃及地领出来；因此，他们因感恩的缘故有义务顺服祂，因为祂给予了他们如此大的恩惠，从可怕的奴役中释放他们进入荣耀的自由。他们亲眼见证了神为拯救他们所行的大事，每一件事都加重了他们的责任。
 — 马修·亨利
约翰·卫斯理观察到以色列因神的拯救而有责任顺服祂的诫命，并指出基督徒同样因被从罪恶的捆绑中拯救出来，而有责任侍奉基督。
在此，神宣称祂有权颁布这一律法，并将自己作为前四条诫命中唯一宗教崇拜的对象。他们的顺服是被约束的。
1.因为神是耶和华——自有永有、独立永恒，万物与能力之源，因此祂有不可争辩的权利命令我们。
2.祂是他们的神——与他们立约的神，是他们自愿接受的神。
祂曾将他们从埃及地领出来——因此，他们因感恩的缘故有义务顺服祂，因为祂将他们从痛苦的奴役中释放出来，进入荣耀的自由。通过拯救他们，祂进一步获得了治理他们的权利；他们的自由来源于祂，因此他们有义务侍奉祂。同样地，基督救赎我们脱离罪的捆绑，因此祂有权接受我们最好的侍奉。前四条诫命涉及我们对神的责任（通常称为第一法表）。这些诫命应优先，因为人应先爱造物主，然后才爱邻舍；只有当正义与慈爱源自敬虔时，才被神悦纳。
 — 约翰·卫斯理

## 犹太教教义

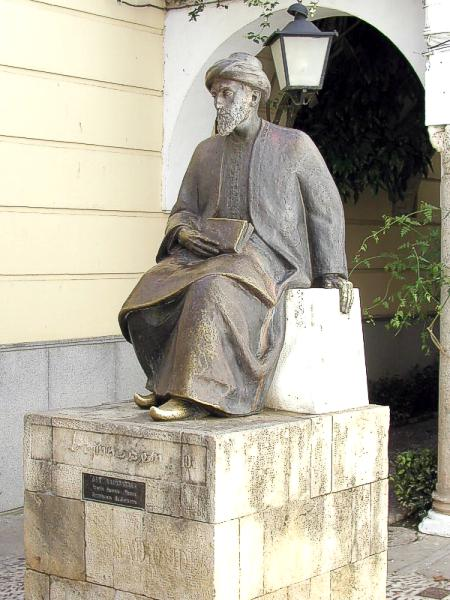
位于西班牙科尔多瓦的迈蒙尼德纪念碑

“我是耶和华你的神，曾将你从埃及地为奴之家领出来。除了我以外，你不可有别的神……”迈蒙尼德将这理解为一项命令，要求人们知道神的存在。而伊本·以斯拉则将其解释为命令人相信只有雅威是神。 这条命令禁止信奉或崇拜任何其他神明：
任何承认假神为真的人，即使他并未真正崇拜它，也是在羞辱并亵渎[神的]荣耀和可畏之名。
 — 《密示尼法典》第2章，第6条
偶像崇拜者——无论是以崇拜仪式、献祭、焚香、浇奠或俯伏敬拜形式，还是承认其为神或宣称“你是我的神”，均为违背命令。任何拥抱、亲吻、尊敬、洒水、清洗、抹油、穿衣或穿鞋于偶像者，皆违背一条消极诫命。凡以其名立誓或发愿者，亦违背一条消极诫命。
 — 《密示尼·犹太法庭》第7章第6条
“不可为自己雕刻偶像，也不可做什么形像……” 这一命令禁止制造或雕刻任何与受造物相像的“偶像”（如走兽、鱼类、飞鸟或人类）并敬拜它们。
禁止崇拜假神的命令本质在于不得侍奉任何受造物，无论是天使、天体或星辰，亦或四大元素之一，或由它们创造出的任何实体。
 — 《密示尼法典》第2章，第1条

## 其他经文中的出现
“我是耶和华你的神”（אנכי יהוה אלהיך）这一短语在希伯来圣经中多次出现，除了十诫之外。
例如，《利未记》第18章列出了若干禁止性变态行为和献祭子女的命令。它要求神的子民与周围的异族行为有别，以免像他们一样遭毁灭。
我是耶和华你们的神。你们不可效法你们所住的埃及地之人的行为，也不可效法我要领你们到的迦南地之人的行为；也不可随从他们的恶俗。你们要遵我的典章，守我的律例，按此而行；我是耶和华你们的神。所以你们要守我的律例和典章；人若遵行，就必因此活着。我是耶和华。
 — 《利未记》18:2-5（和合本）
同样，《利未记》第19章给出了关于远离交鬼的巫术、尊重老年人以及善待外邦人的额外命令。
不可偏向交鬼的，和行巫术的；不可求问他们，以致被他们玷污。我是耶和华你们的神。你要在白发人面前站起来，要尊敬老人，又要敬畏你的神。我是耶和华。若有外人在你们的地寄居，就不可欺负他。寄居在你们中间的外人，你们要看他如本地人一样，并要爱他如己；因为你们在埃及地也作过寄居的。我是耶和华你们的神。
 — 《利未记》19:31-34（和合本）
先知以赛亚指出，以色列之所以被掳，是因为未能遵守诫命；若顺从诫命，他们将有如江河般的平安。
我是耶和华你的神，教训你使你得益处，引导你所当行的路。甚愿你素来听从我的命令！你的平安就如河水，你的公义就如海浪；你的后裔也必多如海沙，你腹中所生的也必多如沙粒。他们的名在我面前不得剪除，也不得灭绝。你们要从巴比伦出来，从迦勒底人中逃脱！以欢呼的声响传扬，说：“耶和华救赎了他的仆人雅各！”他们经过荒野，必不干渴；他为他们使水从磐石流出；他分裂磐石，水就涌出。耶和华说：“恶人必不得平安！”
 — 《以赛亚书》48:17-22（和合本）
先知约珥展望神通过奇妙的作为使子民认识祂是他们的神，并带来未来的祝福。
你们必吃得饱足，就赞美那待你们奇妙的耶和华你们的神。我的百姓，必永不羞愧。你们必知道我是在以色列中间，又知道我是耶和华你们的神，除了我以外，再没有别神。我的百姓，必永不羞愧。
 — 《约珥书》2:26-27（和合本）

## 延伸阅读
- Slater S.J., Thomas. . . Burns Oates & Washbourne Ltd. 1925.